# Batalla de Bucaramanga (1899)
La Batalla de Bucaramanga fue un enfrentamiento militar que se libró entre el 11 y 13 de noviembre de 1899 en los inicios de la Guerra de los Mil Días. El mes anterior, los liberales se habían sublevado con éxito en Santander, es entonces cuando las tropas liberales, comandadas por el general Rafael Uribe Uribe, intentaron tomar la ciudad de Bucaramanga, capital del departamento pero es rechazado por el general nacionalista Vicente Villamizar. Fueron derrotados con un saldo de 1.000 muertos y 500 heridos.

## Antecedentes
Los rebeldes liberales perdieron la salva inicial de la Guerra de los Mil Días con su derrota en la Batalla del río Magdalena el 24 de octubre. Este revés aseguró que el gobierno conservador mantuviera el control sobre el río Magdalena, una fuente estratégica de transporte y comercio que unía a Bogotá con el mundo exterior a través del Caribe. Sin embargo, debido a que las fuerzas rebeldes no se habían consolidado en un comando unificado, las pérdidas en la batalla del río Magdalena no impidieron seriamente los avances rebeldes en otras partes de Santander.
Paulo Emilio Villar, un médico liberal y el arquitecto nominal detrás de la revolución, planeó atacar Bucaramanga para asegurar los 8.000 rifles y 1.000.000 de cartuchos de la guarnición. Las fuerzas de Villar se unieron a los rebeldes comandados por Juan Francisco Gómez Pinzón y otros liberales influyentes en la Mesa de los Santos, creando una fuerza de alrededor de 3.000 hombres. Rafael Uribe Uribe llegó poco después, después de haberse reunido con Gabriel Vargas Santos para convencer a Vargas de que asumiera el mando supremo del esfuerzo bélico liberal.

## Piedecuesta
El 28 de octubre de 1899, Tovar informó que su guarnición en el pueblo de Piedecuesta defendida por el mismo Tovar junto con Gabino Hernandez y Arturo Dousdebés estaba amenazada por una fuerza rebelde considerable. Los rebeldes sumaban entre 2.000 y 2.500 hombres, encabezados por Gómez Pinzón, Rodolfo Rueda y Francisco Albornoz. Después de una escaramuza inicial a través de un puente que servía como cuello de botella en Piedecuesta, Tovar atrincheró a algunas de sus fuerzas y ordenó al resto que retrocediera. Los soldados liberales persiguieron a las fuerzas del gobierno en retirada, pero se detuvieron cuando los soldados atrincherados abrieron fuego. Tovar ocupó su cargo hasta el 11 de noviembre, cuando se retiró para reforzar la guarnición sitiada en Bucaramanga. Los liberales sufrieron 110 muertos y 102 hechos prisioneros en Piedecuesta, y los conservadores sufrieron 41 muertos y 56 heridos.

## Batalla
Después de la captura de Cúcuta por parte de Herrera, las fuerzas liberales tenían un punto de partida importante desde el cual lanzar un ataque contra Bucaramanga. La posesión de Cúcuta y Bucaramanga otorgaría a los rebeldes un control significativo sobre el norte de Santander y les permitiría vincularse con elementos simpatizantes en Venezuela, bajo el presidente liberal Cipriano Castro.
Tovar se retiró de Piedecuesta en la madrugada del 11 de noviembre y llegó a Bucaramanga sin ser detectado por las fuerzas liberales. Esta maniobra, una vez descubierta por los liberales, fue malinterpretada como una indicación de debilidad gubernamental. Creían que los conservadores se retirarían de Bucaramanga como lo habían hecho en Piedecuesta.
Sin embargo, las tropas de Tovar se consolidaron con la IV División al mando de Vicente Villamizar en Bucaramanga. Esto elevó la fuerza total de la guarnición de Bucaramanga, bajo el mando de Alejandro Peña Solano, a 2.500. La guarnición esperaba resistir el tiempo suficiente para que llegaran desde Chiquinquirá las Divisiones I y II al mando de Isaías Luján. Sin embargo, las divisiones de Luján no llegarían hasta el 21 de noviembre, mucho después de que las fuerzas del gobierno hubieran repelido a las fuerzas liberales.
Villar designó a Uribe como comandante de las fuerzas liberales que se acercaban a Bucaramanga, con Ramón Neira como segundo al mando. Uribe exigió que Peña Solano y Villamizar se rindieran, sugiriendo que negociaran los términos en la hacienda de Zapamanga en las cercanías de Florida. Peña Solano y Villamizar se negaron a rendirse, pero aceptaron la propuesta de Uribe de negociar en Zapamanga. En cambio, Uribe decidió sitiar Bucaramanga. Aunque las fuerzas rebeldes ascendían a unos 3.000 y superaban ligeramente en número a la guarnición defensora, la mitad de los liberales estaban armados únicamente con machetes. Aquellos soldados liberales que carecían de armas de fuego entraron en combate con el objetivo de recuperar los fusiles de sus compañeros heridos o muertos.
Uribe esperaba rodear la guarnición y forzar su rendición. A las 03:30 de la mañana del 12 de noviembre, Uribe ordenó al general Pedro Sánchez que avanzara sobre Zapamanga con la orden de tomar posición con el pretexto de las negociaciones y avanzar más sobre Bucaramanga si era posible. Después del amanecer, los generales liberales Agustín Neira (hermano de Ramón Neira) y Juan Francisco Gómez Pinzón condujeron sus fuerzas en un combate casa por casa por las calles exteriores de Bucaramanga, pero Neira resultó herido de muerte con un impacto de bala en el estómago y Gómez Pinzón fue asesinado tras perder una pierna. Ramón Neira recibió él mismo una grave herida en el estómago, sin saber la suerte que había corrido su hermano. Alrededor de las 16:00 horas de la tarde, Pedro Soler Martínez, jefe de gabinete de Uribe, dirigió una carga contra posiciones del gobierno en las afueras de Bucaramanga. Esto inicialmente tuvo éxito, pero los soldados liberales agotaron sus municiones. Soler les ordenó continuar con las bayonetas, pero este segundo ataque fue repelido por los nacionalistas y Soler evitó por poco caer en cautiverio enemigo después de que su caballo fuera disparado debajo de él.
En la noche del 12 al 13 de noviembre, las dispersas fuerzas liberales durmieron en sus posiciones en las afueras de Bucaramanga, intercambiando periódicamente fuego con los defensores nacionalistas. Agustín Neira murió de su herida en algún momento de la noche, y cuando la dirección liberal se enteró de la muerte de tantos de sus generales, la moral se desplomó.  Alrededor de las 11:00 de la mañana del 13 de noviembre, Soler reinició el ataque, pero se vio obligado a retirarse a las 15:00 cuando llegaron refuerzos del gobierno.
Los defensores nasionalistas, protegidos tras las murallas de la ciudad, atrincherados en obras defensivas y armados con fusiles Mauser y Grass, pudieron repeler el ataque liberal a Bucaramanga. El sacristán de Bucaramanga, Florentino Gómez, había telefoneado al comando del gobierno las posiciones del atacante desde su puesto de observación en la torre de la iglesia. Después de que el ataque de Soler terminó a las 15:00, Uribe retiró los restos de su fuerza de ataque a Florida y luego a Piedecuesta al día siguiente, en ruta a Cúcuta en un esfuerzo por consolidar sus fuerzas con Herrera.

## Consecuencias
Los liberales perdieron 1.000 muertos y 500 heridos en Bucaramanga, incluidos los generales Agustín Neira, Juan Francisco Gómez Pinzón y Cándido Amézquita. El general liberal Gratiniano Bueno fue herido y hecho prisionero, donde el ministro de Guerra Aristides Fernández  lo condenó a muerte sin juicio. Ramón Neira también fue hecho prisionero por los conservadores. Las pérdidas de los conservadores fueron insignificantes, ascendiendo a solo un puñado de heridos, aunque los liberales afirmaron haber tomado unos 200 prisioneros con ellos cuando se retiraron de Bucaramanga.
Villamizar no logró capitalizar la victoria conservadora. No se hizo ningún intento serio de perseguir al ejército en retirada de Uribe, hasta que Villamizar finalmente ordenó al general Ramón González Valencia que atacara a Uribe el 26 de noviembre. Aunque los Batallones Cúcuta y Chinácota al mando de González hostigaron con éxito a la fuerza en retirada de Uribe en su camino a Cúcuta, Villamizar les ordenó detenerse días después para unirse a las Divisiones I y II de Luján. Esta demora permitió que Uribe y Herrera se unieran y se acercaran a la frontera con Venezuela, preparando el escenario para la Batalla de Peralonso.